# Скрученно удлинённый пятискатный купол
Скру́ченно удлинённый пятиска́тный ку́пол — один из многогранников Джонсона (J24, по Залгаллеру — М6+А10).
Составлен из 32 граней: 25 правильных треугольников, 5 квадратов, 1 правильного пятиугольника и 1 правильного десятиугольника. Десятиугольная грань окружена десятью треугольными; пятиугольная грань окружена пятью квадратными; каждая квадратная грань окружена пятиугольной и тремя треугольными; среди треугольных граней 10 окружены десятиугольной и двумя треугольными, 5 — двумя квадратными и треугольной, 5 — квадратной и двумя треугольными, остальные 5 — тремя треугольными.
Имеет 55 рёбер одинаковой длины. 10 рёбер располагаются между десятиугольной и треугольной гранями, 5 рёбер — между пятиугольной и квадратной, 15 рёбер — между квадратной и треугольной, остальные 25 — между двумя треугольными.
У скрученно удлинённого пятискатного купола 25 вершин. В 10 вершинах сходятся десятиугольная и три треугольных грани; в 5 вершинах — пятиугольная, две квадратных и треугольная; в остальных 10 — квадратная и четыре треугольных.
Скрученно удлинённый пятискатный купол можно получить из двух многогранников — пятискатного купола (J5) и правильной десятиугольной антипризмы, все рёбра у которой равны, — приложив их друг к другу десятиугольными гранями.

## Метрические характеристики
Если скрученно удлинённый пятискатный купол имеет ребро длины {\displaystyle a}, его площадь поверхности и объём выражаются как
{\displaystyle S={\frac {1}{4}}\left(20+25{\sqrt {3}}+\left(10+{\sqrt {5}}\right){\sqrt {5+2{\sqrt {5}}}}\right)a^{2}\approx 25{,}2400038a^{2},}
{\displaystyle V={\frac {1}{6}}\left(5+4{\sqrt {5}}+5{\sqrt {2\left({\sqrt {650+290{\sqrt {5}}}}-{\sqrt {5}}-1\right)}}\;\right)a^{3}\approx 9{,}0733332a^{3}.}